# کارکس پراتیکلا
کارکس پراتیکلا (نام علمی: Carex praticola) نام یک گونه از سرده جگن است.در بسیاری از گونه های زیستگاهی از مرطوب تا خشک، در مراتع کوهستانی مرطوب و زمین های جنگلی رشد می کند.